# POPMAN'S WORLD〜All Time Best 2003-2013〜
『POPMAN'S WORLD〜All Time Best 2003-2013〜』（ポップマンズ・ワールド〜オール・タイム・ベスト 2003-2013〜）は、スキマスイッチのオールタイム・ベスト・アルバム。

## 解説
- 全てのシングル曲に加え、人気楽曲などが収録されている。
- 初回生産限定盤A（DVD）、同B（ボーナスCD付）、通常盤の3種類同時発売。初回盤のCDはBlu-spec CD仕様（ボーナスCDは通常仕様）。2018年のユニバーサルミュージック移籍時に「スキマスイッチ」までのアルバムと一緒に再発されている
- メンバーによる全曲解説付き。
- 対象店舗で購入すると「スキマスイッチ直筆メッセージ入り特製アナザージャケット」を先着でプレゼントされた。
- 「ラストシーン」「ユリーカ」「スカーレット」「トラベラーズ・ハイ」「Hello Especially」はアルバム初収録である。

## 収録曲
- 全作詞・作曲：スキマスイッチ

### DISC-1
- 収録内容は「藍」が収録されていることを除けば、2007年発売のベストアルバム「グレイテスト・ヒッツ」と収録曲、曲順は同一である。

1. view
  - 初出：1stシングル（2003年7月9日）
  - NHK-BS2『真夜中の王国』2003年7月オープニングテーマ
2. 君の話
  - 初出：ミニアルバム『君の話』（2003年9月30日）
  - TBS系TV全国ネット「CDTV」2003年9月オープニングテーマ
3. 奏（かなで）
  - 初出：2ndシングル（2004年3月10日）
  - 全国東宝配給映画『ラフ ROUGH』挿入歌
  - フジテレビ系「4夜連続ドラマ『卒うた』第3夜」主題歌
  - この曲で第58回NHK紅白歌合戦3回目の出場を果たした。
4. ふれて未来を
  - 初出：3rdシングル（2004年6月16日）
  - TBS系TV全国ネット『日立 世界・ふしぎ発見!』エンディングテーマ
  - 全国東宝配給映画『ラフ ROUGH』挿入歌
5. 冬の口笛
  - 初出：4thシングル（2004年11月24日）
  - この曲で初のオリコンシングルチャートトップ10入りした。
6. 全力少年
  - 初出：5thシングル（2005年4月20日）
  - NTTDoCoMo関西 TV-CMソング
  - 日本テレビ系『音楽戦士 MUSIC FIGHTER』2005年4月度オープニングテーマ
  - 全国東宝配給映画『ラフ ROUGH』挿入歌
  - OVA『東京マーブルチョコレート 全力少年編』主題歌
  - オリコンシングルチャートで3位を記録し、一気にブレイクした。
  - この曲で『第56回NHK紅白歌合戦』に初出場した。
  - ディズニー/ピクサー映画『2分の1の魔法』日本版エンドソング
7. 雨待ち風
  - 初出：6thシングル（2005年6月22日）
  - カルビー「夏ポテト」TV-CMソング
8. キレイだ
  - 初出：w-inds.のシングル（2004年6月2日）、2ndアルバム『空創クリップ』（2005年7月20日）
  - w-inds.に提供した曲。
  - 後に自身のアルバムでセルフカバーした。
9. 飲みに来ないか
  - 初出：2ndアルバム『空創クリップ』
  - タカラCanチューハイ果実きわだつチューハイTV-CMソング
10. ボクノート
  - 初出：7thシングル（2006年3月1日）
  - 全国東宝系公開アニメ映画『ドラえもん のび太の恐竜2006』主題歌
  - 『第48回日本レコード大賞』で金賞にノミネートされた。
  - この曲で『第57回NHK紅白歌合戦』2回目の出場を果たした。
11. ガラナ
  - 初出：8thシングル（2006年8月16日）
  - 全国東宝系映画『ラフ ROUGH』主題歌
  - オリコンシングルチャートで初の1位を記録した。
12. スフィアの羽根
  - 初出：8thシングル「ガラナ」
  - 朝日放送『2006 夏の高校野球』統一テーマソング
  - 夏の高校野球テーマソングでは、初のシングル1位獲得作品となった。
13. アカツキの詩
  - 初出：9thシングル（2006年11月22日）
  - ビデオクリップが初のアニメーションによる作品である。
14. 藍
  - 初出：3rdアルバム『夕風ブレンド』（2006年11月29日）
15. 惑星タイマー
  - 初出：福耳のシングル（2006年7月12日）、3rdアルバム『夕風ブレンド』
  - TBS系ドラマ日曜劇場『誰よりもママを愛す』主題歌
  - Augusta Camp 2006オフィシャルテーマソング
  - 自身が所属するユニット「福耳」の楽曲で、自身がプロデュースした。
  - 後に自身のアルバムでセルフカバーした。
16. マリンスノウ
  - 初出：10thシングル（2007年7月11日）
  - 「明治製菓アーモンドチョコ」TV-CMソング

### DISC-2
1. 虹のレシピ
  - 初出：11thシングル（2009年5月20日）
  - テレビ東京系「JAPAN COUNTDOWN」5月度オープニングテーマ
  - 第2回「ホノルル・レインボー駅伝（EKIDEN）2014」オフィシャルイメージソング
2. 雫
  - 初出：11thシングル「虹のレシピ」
  - NHK教育テレビ アニメ『獣の奏者 エリン』オープニングテーマ
3. ゴールデンタイムラバー
  - 初出：12thシングル（2009年10月14日）
  - MBS・TBS系アニメ『鋼の錬金術師 FULLMETAL ALCHEMIST』第3期オープニングテーマ
  - シングルバージョンはアルバム初収録。
4. 8ミリメートル
  - 初出：4thアルバム『ナユタとフカシギ』（2009年11月4日）
  - ケータイドラマサイトDORAMO内ドラマ『8ミリメートル』主題歌
5. アイスクリーム シンドローム
  - 初出：13thシングル（2010年7月7日）
  - 東宝配給映画『劇場版ポケットモンスター ダイヤモンド&パール 幻影の覇者 ゾロアーク』主題歌
6. さいごのひ
  - 初出：14thシングル（2011年1月26日）
7. 晴ときどき曇
  - 初出：15thシングル（2011年9月14日）
  - 「花王アタックNeo」CMソング
8. 石コロDays
  - 初出：配信（2011年8月13日）、15thシングル「晴ときどき曇」
  - NHK Eテレ『中学生日記』主題歌
  - スキマスイッチ初となる、三作連続配信リリースの第二弾。
9. センチメンタル ホームタウン
  - 初出：配信（2011年7月9日）、5thアルバム『musium』（2011年10月5日）
  - ファミリーマート『Green & Cleanプロジェクト』プロジェクトソング
  - テレビ東京系『ドラGO! -DRIVE A GOGO!-』エンディングテーマ
  - スキマスイッチ初となる、三作連続配信リリースの第一弾。
10. ラストシーン
  - 初出：16thシングル（2012年6月27日）
  - 東映配給映画『臨場 劇場版』イメージソング
11. ユリーカ
  - 初出：17thシングル（2012年8月8日）
  - 読売テレビ･日本テレビ系アニメ『宇宙兄弟』オープニングテーマ
12. スカーレット
  - 初出：18thシングル（2013年6月19日）
  - テレビ朝日系『土曜ワイド劇場』主題歌
13. トラベラーズ・ハイ
  - 初出：18thシングル「スカーレット」
  - 『TOUR 2012-2013 "DOUBLES ALL JAPAN"』テーマソング
  - 松山発オリジナルアニメーション『マッツとヤンマとモブリさん』エンディングテーマ
  - 「本州四国連絡高速道路」CMソング
14. Hello Especially
  - 初出：19thシングル（2013年7月31日）
  - フジテレビ系『銀の匙 Silver Spoon』エンディングテーマ

## 演奏
Disc 1 
- 大橋卓弥
  - Vocal, Chorus
  - Acoustic Guitar (#1.2.4.5.8.9.11.14)
  - Harp (#1)
- 常田真太郎
  - Piano (#1-7.10-16)
  - Other Instruments (#1-6.8-16)
  - Strings Arrangement (#1.4.5.6)
  - Chorus (#9)
- 佐野康夫：Drums (#1.2.8)
- 渡辺等：Bass (#1.2)
- 岩戸有紀子：Violin (#1)
- 大沼幸江：Viola (#1)
- 住友紀人：Strings Arrangement (#1)
- 山本拓夫
  - Flute (#2.7.13)
  - Tenor Sax (#4)
  - Clarinet (#7)
  - Alto Flute (#13)
- 若森さちこ：Percussion (#2.6.7.8.10)
- 沖山優司：Bass (#3.4.6.8.10.11.13.14.15.16)
- 馬場一嘉：Acoustic Guitar (#3)
- 古田たかし
  - Drums (#4.16)
  - Percussion (#4)
- 弦一徹ストリングス：Strings (#4.7.11.13.14.15)
- 弦一徹：Strings Arrangement (#4.6)
- 西村浩二
  - Trumpet (#4.13)
  - Flugelhorn (#9)
- 木幡光邦：Trumpet (#4)
- 広原正典：Trombone (#4)
- 矢野博康：Drums (#5.7.9)
- 金森佳朗：Bass (#5.7.9)
- 佐橋佳幸
  - Acoustic Guitar (#5.10.12.16)
  - Pedal Steel (#10)
  - Electric Guitar (#12)
- 村山達哉：Strings Arrangement (#5)
- 村石雅行：Drums (#6)
- 桜井秀俊 (真心ブラザーズ)
  - Acoustic Guitar (#6)
  - Electric Guitar (#8.9)
  - 12 Strings Guitar (#9)
- 上石統、田中充：Trumpet (#6)
- 宮内岳太郎：Trombone (#6)
- 渡辺ファイヤー：Sax (#6)
- 朝川朋之：Harp (#6)
- 高野寛：Acoustic Guitar (#7)
- 村田陽一：Trombone (#9.13)
- 松永俊弥：Drums (#10.13.14)
- 金原千恵子ストリングス：Strings (#10.16)
- 河村智康：Drums (#11)
- 小倉博和
  - Electric Guitar (#11.15)
  - Acoustic Guitar (#15)
- 三沢またろう：Percussion (#11.12.13.15.16)
- あらきゆうこ：Drums (#12.15)
- 根岸孝旨：Bass (#12)
- 岩永知樹：Cello (#12)
- 新井“ラーメン”健：Acoustic Guitar (#12)
- 岡本定義 (COIL)：Electric Guitar (#15)

Disc 2 
- 大橋卓弥
  - Vocal
  - Chorus (#1.2.3.5-14)
  - Acoustic Guitar (#1.3.5.6.7.8.10.11.14)
- 常田真太郎
  - Piano (#4-14)
  - Rhodes (#3)
  - Other Instruments (#1-5.7-14)
  - Chorus (#1)
- 嶋田吉隆：Drums (#1)
- 有賀啓雄：Bass (#1.14)
- 佐橋佳幸
  - Electric Guitar (#1.7)
  - Acoustic Guitar (#2.4)
  - Mandolin (#2)
  - Pedal Steel (#9)
- 石成正人：Electric Guitar (#1.3.5.8.9.12)
- 三沢またろう：Percussion (#1)
- 松本智也
  - Percussion (#1-7.9.10.13)
  - Timpani (#10)
- 山本拓夫
  - Tenor Sax (#1.13)
  - Flute (#2)
- 西村浩二：Trumpet (#1.13)
- 村田陽一：Trombone (#1.13)
- 山木秀夫：Drums (#2.6.12)
- 美久月千晴：Bass (#2.4.6)
- 弦一徹ストリングス：Strings (#2.4.5.6.7.10.11.12.13)
- 村石雅行：Drums (#3.5.13)
- 種子田健：Bass (#3.5.11.13)
- 鎌田清：Drums (#4)
- 長田進：Electric Guitar (#6)
- 河村智康：Drums (#7.10)
- 沖山優司：Bass (#7.10)
- 松永俊弥：Drums (#8)
- 隅倉弘至：Bass (#8)
- 江口信夫：Drums (#9)
- 小倉博和
  - Electric Guitar (#10.12)
  - Acoustic Guitar (#14)
- 本間将人：Tenor Sax (#10)
- 田中充、Luis Valle：Trumpet (#10)
- 鹿討奏：Trombone (#10)
- 佐野康夫：Drums (#11)
- 山本タカシ：Electric Guitar (#11)
- 菅坂雅彦：Trumpet (#13)
- 古田たかし：Drums, Tambourine (#14)

## 初回盤A（DVD）
1. スキマスイッチTOKU-TEN AWARDS 2013
2. 「奏（かなで）」メイキング（レコーディング編）－Director’s Cut-
  - 2ndシングル「奏（かなで）」の初回盤の特典映像のディレクターズカット版。

## 初回盤B（CD）
- DEMO TRACKS

1. 時々
  - 2ndアルバム「空創クリップ」収録曲「目が覚めて」の原曲。
2. さみしくとも明日を待つ -Demo-
  - 5thシングル「全力少年」のカップリング曲「さみしくとも明日を待つ」のデモ音源。
3. 小さな夜旅
  - ソニンに提供した同名楽曲のデモ音源。
4. 蜻蛉草
  - 松たか子への提供曲「そして僕の夜が明ける」の原曲。
5. 台無し
  - 6thシングル「雨待ち風」のカップリング曲「青春騎士」の原曲。
6. 夏雲ノイズ
  - インディーズミニアルバム「僕の話」収録
  - 6thシングル「雨待ち風」の原曲。